# Steklena pečina
Steklena pečina je hipotetični pojav, pri katerem je večja verjetnost, da bodo ženske prebile »stekleni strop« (dosegle vodilne položaje v podjetjih in vladi) v obdobjih krize ali recesije, ko je tveganje za neuspeh največje. Druge raziskave so razširile definicijo pojava steklene pečine na rasne in etnične manjšinske skupine.

## Izvor
Izraz »steklena pečina« sta leta 2005 prvič uporabila britanska profesorja Michelle K. Ryan in Alexander Haslam z Univerze v Exeterju v Združenem kraljestvu. V svoji študiji sta analizirala uspešnost podjetij, ki so bila uvrščena na indeks FTSE 100, pred in po imenovanju novih članov upravnih odborov. Ugotovila sta, da so podjetja, ki so v upravne odbore imenovala ženske, v petih mesecih pred imenovanjem pogosteje doživela dosledno slabše poslovne rezultate kot podjetja, ki tega niso storila. To delo se je sčasoma razvilo v identifikacijo pojava, znanega kot steklena pečina, ki nakazuje nezmožnost zaznavanja nevarnosti prozornega roba pečine. Podobno je pojavu učinek steklenega stropa, ki da lažne obljube o visokih organizacijskih položajih, ki jih je mogoče »videti« skozi stekleni strop, a so ti dejansko nedosegljivi. Od nastanka izraza se je njegova raba razširila izven korporacijskega sveta ter zajela tudi politiko in druga področja.

## Pregled
Raziskava Ryana in Haslama je pokazala, da se ženske, ko prebijejo stekleni strop in prevzamejo vodstvene položaje, soočajo z drugačnimi izkušnjami kot njihovi moški sodelavci. Pogosteje so imenovane na negotove položaje, kar pomeni, da imajo večje tveganje za neuspeh. To se lahko zgodi bodisi ker so postavljene na čelo organizacij (ali oddelkov) v krizi bodisi zaradi pomanjkanja potrebnih virov in podpore za uspeh. 
Tako sta Ryan in Haslam razširila metaforo steklenega stropa s pojmom »steklene pečine.« Ta pa se nanaša na nevarnost padca, ki ni takoj očitna. Mandat generalnega direktorja je v podjetjih, ki so v težavah, običajno krajši kot v primerjavi s tistimi podjetji, ki so stabilna.
Dokazi o pojavu steklene pečine so bili dokumentirani na področju prava. Študija iz leta 2006 je pokazala, da so študenti prava veliko bolj tvegani primer dodelili vodilni svetovalki kot pa moškemu svetovalcu. Rezultati študije iz leta 2010 so pokazali, da so se britanski dodiplomski študenti političnih ved pri izbiri kandidata za "varen" sedež pogosteje odločili za moškega. V primeru, da je bilo mesto opisano kot težko dosegljivo, pa so se raje usmerili k ženski kandidatki. Analiza vodilnih položajev ameriške lestvice Fortune 500 iz leta 2014 je pokazala, da bodo podjetja s šibkimi rezultati verjetno na položaje izvršnih direktorjev povišala ženske namesto moških, še posebej moških svetle polti.
Dodatne študije so pokazale, da bodo ženske najverjetneje bile postavljene za kandidatke v okrožjih, v katerih je težko zmagati. Natančneje, v Združenem kraljestvu je večja verjetnost, da bodo ženske kandidatke iz konservativne stranke izbrane za manj zmagovalna mesta kot moški sodelavci, kljub temu, da so se na preteklih volitvah odrezale slabše od moških kandidatov. To velja tako za izkušene kot neizkušene kandidatke, pa tudi za tiste s konvencionalnim in nekonvencionalnim političnim ozadjem. To kaže na prisotnost fenomena steklene pečine, ki ni razložljiv z drugimi dejavniki. Čeprav je konservativna stranka začela vključevati strategije zagotavljanja enakosti, so ženske še vedno pogosto postavljene kot kandidatke v okrožjih, kjer je težko zmagati.

### Kritika
Druge raziskave ne potrjujejo obstoja fenomena steklene pečine. Študija iz leta 2007 o uspešnosti podjetij pred imenovanjem izvršnih direktorjev je pokazala, da ženske voditeljice niso pogosteje imenovane na negotove vodstvene položaje kot njihovi moški sodelavci.
Fenomen steklene pečine je bil potrjen izključno v državah in sektorjih, kjer so moški spolni stereotipi močno cenjeni. Študija o vplivu steklene pečine na vodilne ženske v Turčiji, kjer je ženstvenost bolj cenjena, je pokazala, da so bile kandidatke bolj sprejete v časih uspeha kot pa neuspeha. Dodatne raziskave so potrdile to ugotovitev v drugih državah.

## Pojasnilo
Veliko teorij je bilo postavljenih, da bi razložili obstoj steklene pečine.
Profesorica psihologije na Univerzi v Houstonu Kristin J. Anderson meni, da podjetja ženskam ponujajo položaje steklene pečine, ker jih dojemajo kot »manj zahtevne in bolj primerne za prevzemanje krivde«. Po njenem mnenju organizacije, ki ženskam dodelijo težka dela, tvegajo manj, ne glede na izid: če ženska uspe, je podjetje na boljšem, če pa ji spodleti, jo lahko označijo za odgovorno, podjetje pa se hkrati prikaže kot napredno in enakopravno ter se lahko vrne k starejšim praksam zaposlovanja moških.
Začetne študije Haslama in Ryana kažejo, da ljudje dojemajo ženske kot bolj primerne za vodenje podjetij v težavah, saj naj bi bile bolj skrbne, ustvarjalne in intuitivne. Ti raziskovalci trdijo, da od žensk vodij ni nujno pričakovano, da bodo izboljšale stanje podjetja, vendar se jih kljub temu dojema kot dobre pri vodenju ljudi. Prav tako so one sposobne prevzeti odgovornost za morebitne neuspehe organizacije.
Haslam je ugotovil, da vodstvene delavke pogosteje sprejemajo položaje steklene pečine, ker nimajo dostopa do ključnih informacij in podpore, ki bi običajno odvrnile vodje od teh položajev. Dodatne raziskave so pokazale, da ženske in pripadniki manjšin pogosteje sprejemajo tvegane ponudbe za delo, saj verjamejo, da so to edine možnosti, ki jih bodo kadarkoli dobili.
Študija iz leta 2007 je pokazala, da so bralke novic v Združenem kraljestvu bolj kot bralci prepričane, da steklena pečina obstaja in da je nevarna in nepravična do žensk v vodstvenih vlogah. Udeleženke študije so obstoj steklene pečine pripisale pomanjkanju drugih priložnosti za vodilne ženske, seksizmu in naklonjenosti moških drugim moškim. Moški udeleženci študije so trdili, da so ženske manj primerne kot moški za zahtevne vodstvene vloge ali strateško odločanje. Tretja možnost, ki so jo podali je bila, da steklena pečina ni povezana s spolom. 
Dodatne raziskave so pokazale, da ženske vidijo negotove priložnosti za napredovanje, kot so »steklene pečine,« kot edino možnost za napredovanje v karieri. Medtem ko moški enake priložnosti dojemajo kot tvegane, so ženske kandidatke morda bolj pripravljene sprejeti te položaje zaradi nujne potrebe po poklicnem napredovanju. Poleg tega je v kriznih situacijah večja verjetnost, da bodo ženske obdržale svoje položaje na vseh ravneh, kar jim v primerjavi z moškimi omogoča, da so v takšnih razmerah bolj prisotne za napredovanje.
V kriznih situacijah so ženske, ki jim pripisujejo tradicionalno ženstvene lastnosti, kot so ustvarjalnost, ustrežljivost in čustvena inteligenca, iskane zaradi zaznane sposobnosti boljšega reševanja težav zaposlenih. Te lastnosti, ki so sicer pogosto stereotipno povezane z ženskami in na splošno zmanjšujejo njihovo zaželenost na vodilnih položajih, se v kriznih razmerah cenijo kot dragoceno sredstvo za premagovanje izzivov in menjavo vodstva. Takšne spretnosti ponujajo priložnosti za uveljavljanje stilov vodenja, ki niso tradicionalni in so posledično v kriznih časih lahko še posebej učinkoviti.
Pojav steklene pečine je bolj verjeten v primerih, ko imajo ženske voditeljice dostop do virov, ki jih povezujejo z uspešnim vodenjem. Raziskave kažejo, da ženske v kriznih situacijah bolj pozitivno ocenjujejo vodstvene položaje z bogastvom družbenih virov v primerjavi s tistimi, ki teh virov nimajo. Vendar pa na položaje, ki nimajo finančnih sredstev, gledajo enako pozitivno kot na tiste s širokim spektrom socialnih virov.

## Steklena pečina za voditelje rasnih in etničnih manjšin
Koncept steklene pečine se uporablja tudi za opis diskriminacije pri zaposlovanju, ki jo doživljajo vodilni delavci iz manjšin ali invalidi.
Raziskava, ki je analizirala glavne trenerje športnih ekip NCAA, je pokazala, da so moški iz rasnih in etničnih manjšin v kriznih časih pogosteje napredovali na višje vodstvene položaje. Na zgodovinsko temnopoltih univerzah so bili manjšinski voditelji imenovani pogosteje kot svetlopolti v vseh okoliščinah, medtem ko so bili na drugih univerzah imenovani na vodstvene položaje predvsem v kriznih razmerah. Ti voditelji so bili pogosto deležni večjega nadzora in pritiska na uspešnost kot njihovi svetlopolti sodelavci. Študija je odkrila tudi dokaze za »učinek rešitelja,« kar pomeni, da organizacije v kriznih časih iščejo »rešitelje,« ki so običajno svetlopolti, če manjšinski voditelji ne dosegajo želenih, visokih rezultatov.
Za primer steklene pečine v politični sferi je pogosto predstavljena izvolitev Baracka Obame kot prvega temnopoltega predsednika Združenih držav Amerike leta 2008, sredi svetovne finančne krize. To se pogosto navaja kot dokaz obstoja fenomena steklene pečine za rasne in etnične manjšine. V britanski politiki so raziskave pokazale, da imajo konservativni temnopolti in pripadniki etničnih manjšin težji dostop do sedežev v parlamentu kot drugi konservativni kandidati. To potrjuje ugotovitve drugih raziskav o stekleni pečini v politiki, ki jo doživljajo ženske kandidatke. Vendar pa je ta pojav specifičen za konservativno stranko, ki je tradicionalno spodbujala proti imigrantska stališča, kar lahko vpliva na diskriminacijo manjšin.
Ženske iz manjšin se soočajo s dvojno stekleno pečino, ki jo povzročata tako spol kot rasa. Temnopolte ženske na višjih položajih pogosto prejmejo nesorazmerno veliko delovne obremenitve, kar otežuje njihovo napredovanje v karieri. Poleg tega obstajajo trditve, da so temnopolte ženske napredovale na vodstvene položaje zaradi zastarelih stereotipov, ki povezujejo moške lastnosti s temnopoltimi ženskami. Ob izzivi, s katerimi se soočajo v vodstvenih vlogah, se temnopolte ženske pogosto srečajo tudi z mikroagresijami in dvomom v njihove sposobnosti.

## Posledice za ženske in direktorje manjšinskih skupin
Položaji v stekleni pečini predstavljajo tveganje za ugled in poklicne možnosti ženskih vodilnih delavcev. V primeru slabe poslovne uspešnosti podjetja se namreč pogosto krivi vodstvo, ne da bi se upoštevale situacijske dejavnike ali okoliščine. Ženske, ki so imenovane na takšne položaje, so lahko izpostavljene še posebej ostri kritiki s strani delničarjev, ki morda nimajo zaupanja v njihove vodstvene sposobnosti. V nasprotju moški, ki prevzamejo vodstvo v kriznih razmerah, manj verjetno doživijo takšne negativne posledice, ki so ustvarjene na podlagi njihovega ugleda. Raziskave kažejo, da imajo ženske voditeljice v primerjavi z moškimi manj možnosti za drugo priložnost po neuspehu, saj imajo manj mentorjev in sponzorjev ter omejen dostop do podporne »mreže starih fantov.«
Fenomen steklene pečine prispeva k širšemu razumevanju, zakaj je ženskam manj verjetno, da bi dosegle vodstvene položaje v primerjavi z moškimi, in to na različnih ravneh, od lokalnih šolskih okrožij do korporativnega sveta.
Delavke, ki so opazile zavračanje žensk, ki so vodile in spodletele pri vodenju iz položaja steklene pečine, sebe ne bodo videle na položajih moči in posledično manj verjetno izrazile ambicije po napredovanju v karieri.
Vendar pa nekateri raziskovalci trdijo, da lahko slabo poslujoča podjetja  ponujajo več priložnosti za pridobitev moči in vpliva, v primerjavi s stabilnimi.

## Primeri
Mediji so kot primere steklene pečine izpostavili naslednje.

### Politični primeri
- Leta 1990 sta bili v Avstraliji imenovani dve premierki: Joan Kirner je podedovala znaten primanjkljaj v Viktoriji, medtem ko je Carmen Lawrence vodila stranko, ki je bila prej obtožena korupcije.[30] Leta 2009 je bila Kristina Keneally imenovana za premierko Novega Južnega Walesa zaradi slabih glasov za njeno stranko in njihovega morebitnega poraza leta 2011.[31] Julia Gillard je bila imenovana za prvo avstralsko predsednico vlade in nato odstavljena zaradi postopkovnih pritožb glede razlitja vodstva.[32] [33]
- Leta 1993 je kanadska progresivna konservativna stranka, ki se je soočala z nizkimi ocenami odobravanja in skoraj zagotovljenim porazom na prihajajočih splošnih volitvah, izvolila Kima Campbella, takratnega obrambnega ministra, da zamenja Briana Mulroneyja za svojega voditelja. Volitve so naprednim konservativcem prinesle enega najbolj uničujočih porazov v kanadski zgodovini, saj so se s 156 sedežev zmanjšali na 2.[34]
- Leta 2009 je bil indonezijski finančni minister Sri Mulyani obtožen nezakonite porabe državnih sredstev za izvedbo domnevno nepooblaščene pomoči za banko Century leto pred tem, ki je takrat propadla. Trdila je, da je bila varščina v višini 6,7 bilijonov rupij (710 milijonov dolarjev) potrebna, da bi preprečili zlom gospodarstva države,  in je od centralne banke prejela opozorilo o bližajočem se propadu le te.[35] Odločila se je odstopiti s položaja finančne ministrice leta 2010 po 5 letih in 7 mesecih na položaju med predsedovanjem Susila Bambanga Yudhoyona. V tem času je ohranjala stabilnost gospodarstva države med svetovno finančno krizo. Dilma Rousseff med obtožnim sojenjem leta 2016
- Leta 2010,  ko jih je zvezna policija preiskovala zaradi obtožb o korupcijskih shemah, je Partido dos Trabalhadores (Delavska stranka) imenovala za kandidatko za predsednico Brazilije Dilmo Rousseff. Zmagala je na predsedniških volitvah in bila leta 2014 ponovno izvoljena za drugi mandat. Nato je bila leta 2016 obtožena.
- Leta 2016 je Theresa May postala vodja konservativne stranke in predsednica vlade Združenega kraljestva. Bila je izvoljena kmalu po izidu referenduma o izstopu iz EU, ki je povzročil padec vrednosti funta na ravni, ki jih ni bilo več kot 30 let.[36]
- Leta 2020 je Agnès Buzyn zamenjala Benjamina Griveauxa kot LREM kandidata za župana Pariza, potem ko so postala javna njegova domnevna eksplicitna sporočila z žensko.
- Chrystia Freeland je bila leta 2020 med gospodarsko krizo, ki jo je povzročila pandemija COVID-19, imenovana za prvo kanadsko zvezno ministrico za finance. [37] Njeno imenovanje je bila neposredna posledica škandala prejšnjega ministra Billa Morneauja z WE Charity.
- Leta 2021 je bila podpredsednica ZDA Kamala Harris izbrana za vodenje odgovora na izzive na južni meji, ki je bila zgodovinsko pomembno in polarizirano vprašanje v ameriški politiki.[38]
- Leta 2022 je Liz Truss postala vodja konservativne stranke in predsednica vlade Združenega kraljestva po odstopu Borisa Johnsona po vladni krizi ter ob porastu svetovne inflacije in domačih življenjskih stroškov. Odstopila je na petdeseti dan mandata po drugi vladni krizi.[39] [40]

### Korporacijski in poslovni primeri
- Leta 2002 je takrat nedonosna telekomunikacijska družba Lucent Technologies imenovala Patricio Russo za izvršno direktorico in jo nato zamenjala z Benom Verwaayenom.[7]
- Leta 2008, po islandski bančni krizi, so bile imenovane različne ženske, da popravijo industrijo z utemeljitvijo, da bi širši pogledi preprečili, da bi prišlo do istih napak.[41]
- V letu 2011, »groznem času za časopise,« je bila Jill Abramson imenovana za urednico The New York Timesa, leta 2014 pa so jo odpustili.[42]
- Leta 2012 je bila Marissa Mayer imenovana za izvršno direktorico Yahooja, potem ko je ta izgubil pomemben tržni delež zaradi Googla.[43] [44]
- Leta 2015 je Ellen Pao zaradi polemike odstopila po nekaj mesecih kot izvršna direktorica Reddita.[45] Velik del besa je bil ustvarjen zaradi odpuščanja priljubljene uslužbenke Reddita Victorie Taylor, čeprav je nekdanji izvršni direktor Reddita Yishan Wong razkril, da je to odločitev sklenil soustanovitelj Alexisa Ohaniana in ne Pao. [46] [47] [48]
- Leta 2021 je bila Alexis George imenovana za izvršno direktorico avstralskega podjetja za finančne storitve AMP Limited, ki je bil takrat v težavah.[49]
- Leta 2021 je bila Jen Oneal imenovana za prvo žensko glavno vlogo pri Blizzard Entertainment po tožbi kalifornijskega ministrstva za pošteno zaposlovanje in stanovanja proti Activision Blizzard. Ta tožba je trdila, da ima podjetje kulturo spolnega zlorabe.[50]
- Leta 2023 je bila Linda Yaccarino imenovana za izvršno direktorico Twitterja, medtem ko se je podjetje soočalo z negotovo prihodnostjo in številnimi izzivi, vključno z izpadi, nezadovoljstvom uporabnikov in skepticizmom oglaševalcev. Podjetje je izgubilo več kot polovico vrednosti, odkar ga je šest mesecev pred tem prevzel Elon Musk.[51] [52] [53]